# Arhopala nebenius
Arhopala nebenius är en fjärilsart som beskrevs av Hans Fruhstorfer 1914. Arhopala nebenius ingår i släktet Arhopala och familjen juvelvingar. Inga underarter finns listade i Catalogue of Life.